# Stigmella betulicola
Stigmella betulicola là một loài bướm đêm thuộc họ Nepticulidae. Loài này có ở hầu hết châu Âu (except Iceland, bán đảo Iberia và hầu hết the Balkan Peninsula), phía đông đến miền nam part of the Palearctic ecozone.

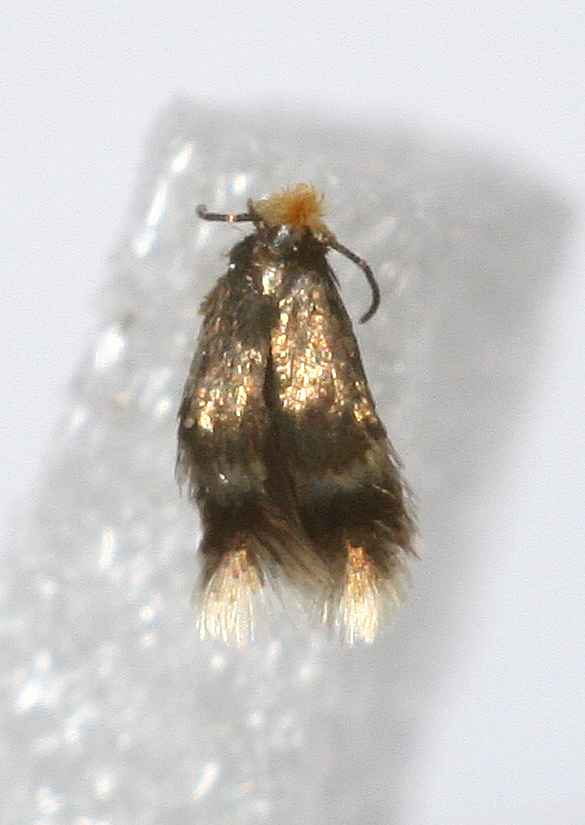

Sải cánh dài 3.4-4.6 mm. Con trưởng thành bay vào tháng 5 và một lần nữa vào tháng 8. Có hai lứa trưởng thành một năm.
Ấu trùng ăn Betula species, bao gồm Betula pubescens, Betula pendula, Betula humilis và Betula nana. They mine the leaves of their host. 